# Serge Kayembe
Pour les articles homonymes, voir Kayembe.
Serge Kayembe Muadiavita est une personnalité culturelle et politique de la République démocratique du Congo, il est connu pour être le président de l’association Génération Consciente.

## Biographie
Serge Kayembe est originaire de la province du Haut-Katanga et réside à Kinshasa. Il est diplômé en gestion des entreprises. Après une carrière dans le journalisme, il crée le parti politique Action pour le bien du Congo (ABC).

### Carrière
Serge Kayembe Muadiavita, est au début de sa carrière professionnelle speaker pour la télévision nationale zaïroise (OZRT) actuelle RTNC. En 1994, il présente pour la première fois à la télévision comme animateur et présentateur de l'émission Club Vacances. 
En 2006, il crée le Festival international des étoiles (FIET) qui a pour but de promouvoir la culture africaine. Il crée aussi sa propre agence de production SEK-Production.
Après des longues années passées en Europe, Serge Kayembe retourne au pays, participe aux élections législatives de 2006 et est élu député national dans le district de la Lukunga.

## Vie privée
Serge Kayembe est marié et père de trois enfants, il est le fils de Bruno Tshibangu et de Kaseka Kayembe, de par cette dernière, il est le frère de la député nationale Colette Tshomba Ntundu. Serge Kayembe soutient les jeunes orphelins étudiants et un millier de veuves dans la réinsertion socio-professionnelle.